# Kabacagöz, Ladik
Kabacagöz là một xã thuộc huyện Ladik, tỉnh Samsun, Thổ Nhĩ Kỳ. Dân số thời điểm năm 2010 là 150 người.